# Alexain
Alexain é uma comuna francesa na região administrativa da Pays de la Loire, no departamento de Mayenne. Estende-se por uma área de 16,24 km². Em 2010 a comuna tinha 613 habitantes (densidade: 37,7 hab./km²).